# Edward Richards
Edward Trenton « ET » Richards (4 octobre 1908, Guyane britannique - mai 1991) est un homme politique bermudien. Il est le second Premier ministre des Bermudes et le premier afro-descendant à occuper ce poste de 1971 à 1975.

## Biographie
Edward Richards est né à Berbice où il grandit et suit ensuite des études pour être enseignant à Georgetown. En 1930, il rejoint sa sœur aux Bermudes où il enseigne les mathématiques et le latin au Berkeley Institute. En parallèle, il devient rédacteur au Bermuda Recorder où il devient connu en défendant des positions anti-ségrégationnistes. Il prend la citoyenneté bermudienne en 1937.
En 1943, il part en Angleterre pour suivre des études de droit à Middle Temple. Pendant ses études, il aide Edgar F. Gordon (en) à soumettre au bureau des Colonies une pétition de l'Association des travailleurs bermudiens. En 1946, Richards entre au barreau britannique et en 1947, il s'inscrit au barreau bermudien.
En 1948, Edward Richards est élu au Parlement des Bermudes. En 1964, il participe à la fondation du Parti bermudien uni dont il devient le chef adjoint en 1968. La même année, il devient le « numéro deux » du gouvernement d'Henry Tucker.
En 1970, il est fait chevalier par la reine Élisabeth II.
En 1971, après la démission d'Henry Tucker, Richards devient le premier afro-descendant à devenir le chef du gouvernement des Bermudes. L'amendement constitutionnel de 1973 transforme son titre en celui de Premier ministre des Bermudes et accorde une autonomie un peu plus large au gouvernement. En 1975, il démissionne de son poste et se retire de la vie politique pour retourner au barreau. Il meurt en mai 1991 à l'âge de 82 ans.